# Ciliverghe
Ciliverghe (Söleèrghe oppure Silièrghe in dialetto bresciano, Coelivergae in latino) è una frazione geografica del comune di Mazzano.

## Storia
La prima testimonianza documentale che si ha di Ciliverghe risale all'anno 1187.
Ciliverghe era la zona di campagna di Virle con il quale costituiva un solo comune e una sola parrocchia.
Il paese si sviluppò intorno ad una collina chiamata "Monte Coeli Aperti" (da qui il toponimo Ciliverghe) che si innalzava sopra il terreno circostante, incolto e paludoso. In questo luogo si costituì l'antico nucleo del paese di cui si ha notizia fin dal XIV secolo, attraverso le molte carte geografiche del tempo.
Tra il XV e il XVI secolo iniziarono le opere di bonifica ad opera degli abitanti della zona. La creazione poi della roggia Mazzanesca, che attraverso i suoi cinque rami convogliava le acque che provenivano dal Naviglio, permise alla popolazione di guadagnare terreni utili per l'agricoltura.
Iniziarono a costituirsi così i primi nuclei abitati, ordinati in tre contrade parallele, con le rispettive suddivisioni dei terreni agricoli.
Nel 1722, in un antico casale della "Seconda contrada", si stabilisce la famiglia Mazzucchelli che, grazie al suo più celebre esponente il Conte Giammaria Mazzucchelli, la trasformerà in una sontuosa villa palladiana. Il Mazzucchelli, letterato di spicco nell'Italia del Settecento, avrà un ruolo fondamentale nei procedimenti per l'indipendenza religiosa e politica del Paese.
A causa del progressivo aumento della popolazione, nel 1755 Ciliverghe ottenne la separazione da Virle diventando comune autonomo.
Durante l'epoca veneta, il comune appartenne alla quadra di Rezzato.
Nonostante avesse ottenuto l'autonomia amministrativa, Ciliverghe rimaneva sotto la giurisdizione ecclesiastica della parrocchia di Virle e gli abitanti per ogni celebrazione dovevano ogni volta percorrere una non breve distanza.
Nell'anno 1680 il Vescovo Bartolomeo Gradenigo concede in nulla osta per la costruzione della chiesa di San Filippo Neri, eretta poi a chiesa parrocchiale il 5 aprile 1757 per decreto del Vescovo Giovanni Molin.
A seguito della costituzione della Repubblica Bresciana (1797), il comune di Ciliverghe fu inserito nel Cantone di Garza Orientale, per poi entrare nel Dipartimento del Mella alla confluenza della stessa nella Repubblica Cisalpina e poi nel Regno Italico.
Durante il dominio austriaco, il comune appartenne al Distretto I della provincia di Brescia del regno Lombardo-Veneto. A seguito della pace di Zurigo, fu annesso al Regno di Sardegna, poi Regno d'Italia, ed incluso nel mandamento IV di Rezzato della nuova provincia di Brescia. Si mantenne autonomo fino a quando il Regio Decreto 11 marzo 1928, n. 549, non stabilì l'unione del comune di Ciliverghe al comune di Mazzano.

## Monumenti e luoghi d'interesse
Chiesa Parrocchiale di San Filippo Neri
Costruita a partire dal 1680 su progetto di Luca Serena, la chiesa di San Filippo Neri sorse su un terreno frutto di un lascito. La sua pianta è semplice, ad aula unica e in stile neoclassico.
All'interno si trovano i due altari laterali dedicati alla Madonna del Rosario e al Sacro Cuore di Gesù.
I dipinti della volta attualmente visibili sono ad opera del pittore Giacomo Olini e risalgono al 1970. Vennero sostituiti alle decorazioni geometriche risalenti al '700. Nell'abside è rappresentata la Trasfigurazione, anche questa rimaneggiata dall'Olini sull'originale settecentesco, come anche l'Assunzione di Maria raffigurata nella piccola cupola sopra al presbiterio.
La Pala dell'altare maggiore, degli inizi del XVIII secolo, è di Domenico Voltolini e rappresenta la Vergine fra i Santi Domenico e Filippo Neri.
Di particolare interesse sono le due tele del pittore bresciano Francesco Savanni poste ai due lati della navata, la prima raffigurante la Deposizione di Cristo dalla Croce e la seconda la Vergine fra i santi Vincenzo Ferreri e Francesco di Paola.
Ogni cinque anni il 15 agosto dalla chiesa parrocchiale parte la Processione dell'Assunta e di San Rocco, un'antica tradizione nata come ringraziamento per la cessazione del colera del 1855, sulla scia delle processioni che si compivano alla Cappella di San Rocco fin dal 1577 per la fine della peste. È tuttavia dall'anno 1900 che la processione ha assunto l'attuale connotazione: circa sessanta figuranti interpretano dei santi che precedono la statua del Patrono San Filippo Neri, di San Rocco e della Vergine per giungere alla Cappella campestre di San Rocco, luogo di viva devozione della popolazione di Ciliverghe.
Villa Mazzucchelli

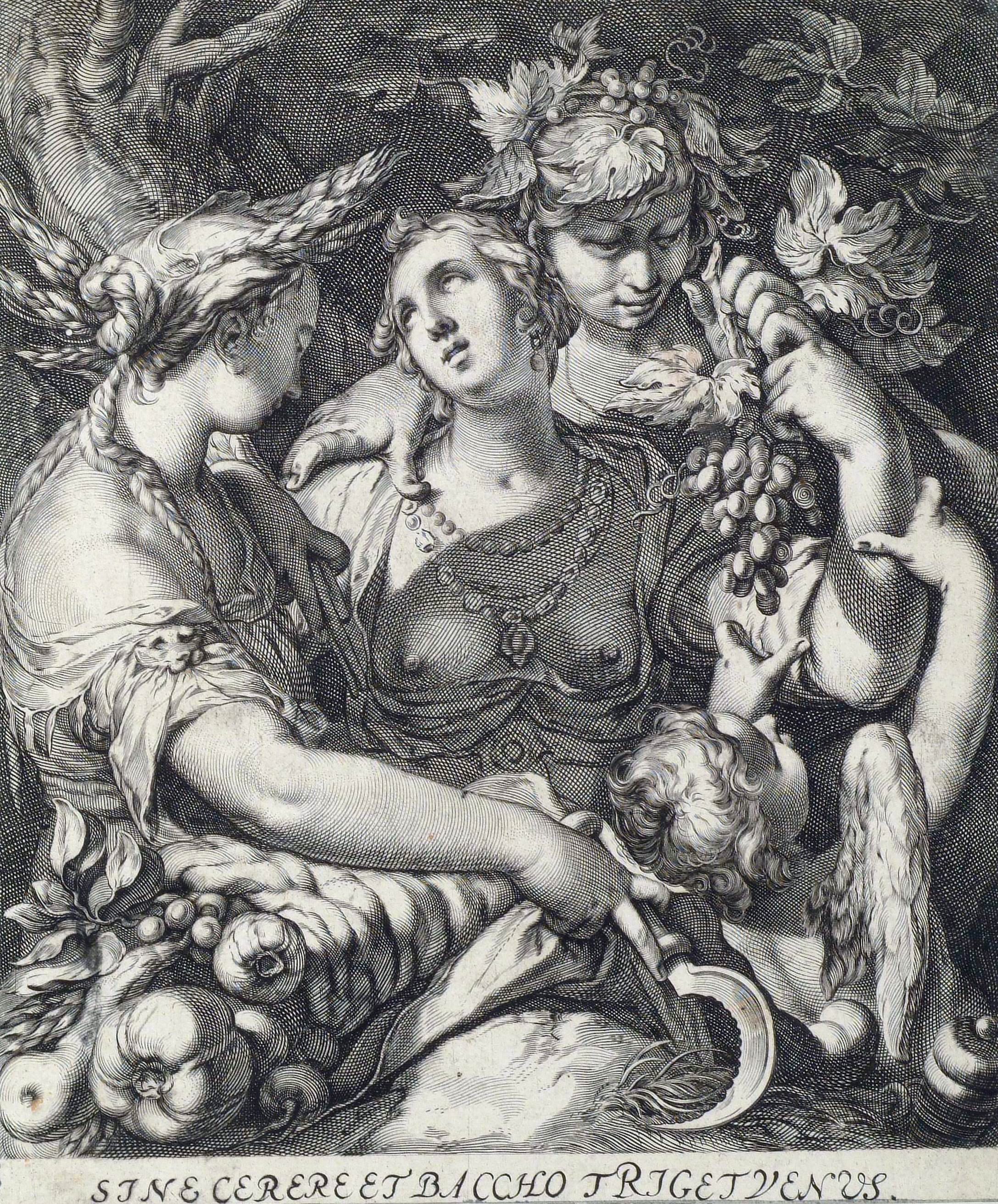
Hubert Goltz, Sine Cerere et Baccho friget Venus (1580)

Nella storica "seconda contrada" si trova villa Mazzucchelli, nella cui ala destra hanno sede i Musei Mazzucchelli:
- il "Museo del Vino e del Cavatappi";
- il "Museo della Moda e del Costume";
- la "Casa Museo Gianmaria Mazzucchelli";
- la pinacoteca "Giuseppe Alessandra".

I musei sono gestiti dalla Fondazione Giacomini-Meo-Fiorot.
All'estremità dell'ala ovest è presente un oratorio consacrato a Santa Cristina.
Monte Coeli Aperti
Sul monte Coeli Aperti, una bassa collina posta ad est del centro abitato, è situato il Palazzo Appiani, strutturato a forma di castello, con abbellimenti neogotici ottocenteschi. In prossimità del borgo è presente la chiesetta consacrata a San Valentino.
Chiesa di San Valentino
Costruita nel 1517 e situata sul Monte Coeli Aperti, è l'edificio di culto più antico di Ciliverghe. La chiesa ha cambiato vari nomi nel corso del tempo: Corpo di Cristo, Sangue di Cristo, Santa Maria ad Nives, Oratorio dell'Assunta e infine San Valentino.
Le "Due Porte"
Le “Due Porte” era il centro commerciale del paese. Nei primi dell'800 c'erano ben 13 botteghe proprio per la sua posizione strategica, mentre nemmeno una se ne contava nel resto del paese. Insieme al Monte, è la borgata più antica di Ciliverghe: risale infatti al 1300.
La Cappella di San Rocco
Venne costruita nell'anno 1577 in occasione della fine della peste. A quanto pare nei pressi della cappella vennero sepolti coloro che morirono di peste e che erano ricoverati al Lazzaretto. Si scelse questo posto perché lontano dal paese. Questo spiega la presenza dell'immagine, sulla chiave di volta del sacello, di un teschio che sovrasta due femori decussati.
Il Lazzaretto
È una cascina al termine di via Albini. Deve il suo nome al lazzaretto che ospitò nella seconda metà del ‘500 dove vennero confinati i malati di peste. Le pareti annerite della casa sono la testimonianza dei falò con cui si bruciavano gli abiti sporchi dei malati. Su alcune carte geografiche si trova spesso, nei pressi di questo luogo, il toponimo "Lazzaretto".
Ex Oratorio di San Vincenzo Ferreri - Borgo Caldana
Costruita nel 1748 e dedicata al santo domenicano invocato contro la siccità, la chiesetta, detta "dei Caldana", resterà attiva fino al 1909 quando, dopo aver cambiato nome due volte (San Luigi e Vergine del Rosario), verrà trasformata in abitazione. I paramenti e i beni delle chiesetta furono donati alla parrocchia, tra questi la pala del Savanni che si trova tutt'oggi nella parrocchiale.
Scuola primaria "Ai Caduti"
Inaugurata il 29 ottobre 1922 dall'allora sindaco di Ciliverghe, Franco Mazzoldi, fu progettata dall'ing. Bernardino Perugini. La struttura originaria è la sezione nord-orientale, mentre nel 1955 è stato compiuto un ampiamento verso Sud-Ovest in direzione di Via Portesi; un ulteriore ampiamento è stato compiuto nel 1976. Ai due lati dell'ingresso principale sono murate le lapidi a ricordo dei caduti di Ciliverghe nelle due Guerre mondiali.

## Tradizioni locali
Il patrono della frazione è San Filippo Neri, festeggiato il 26 maggio di ogni anno.
È festeggiato, il 16 agosto, anche San Rocco, al quale è dedicata una santella in campagna.
Ogni cinque anni, il 15 agosto, si tiene la Processione dell'Assunta e di San Rocco.

## Sport

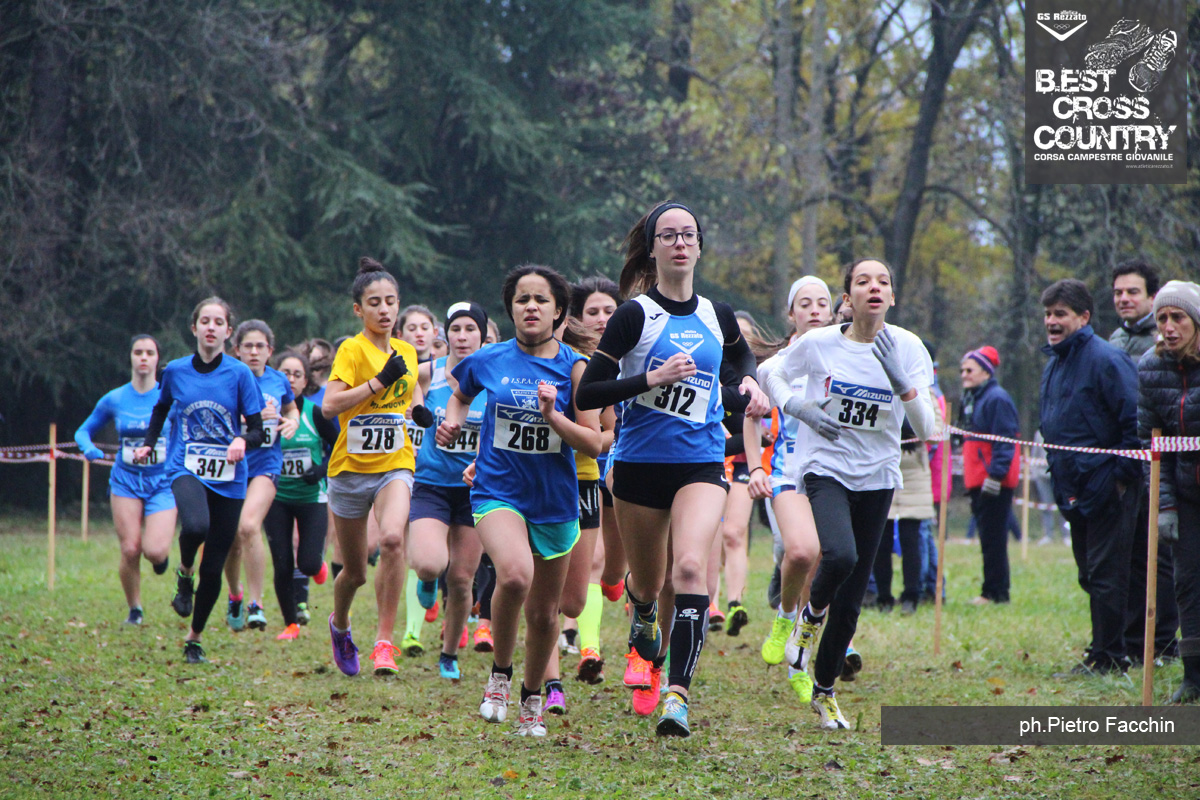
7° B.Est cross country - 02.12.2018, campestre Fidal Brescia

### Corsa campestre
Da qualche anno il parco extraurbano di Ciliverghe è oggetto di manifestazioni sportive come la corsa campestre giovanile della FIDAL (Federazione Italiana di Atletica Leggera) denominata B.Est cross country, dove B.Est rappresenta Brescia est ovvero la sua collocazione geografica. La gara è organizzata sotto l'egida della Federazione Italiana Di Atletica Leggera ed è patrocinata dai comuni di Mazzano, Rezzato, Botticino, Nuvolera e Nuvolento. Le prime 3 edizioni della gara si sono svolte presso il parco extraurbano, a partire dal 2015 la corsa campestre è stata spostata nel parco della settecentesca Villa Mazzucchelli per impossibilità di utilizzo del parco extraurbano.
Nel 2019 la gara ha assegnato le maglie di campioni provinciali di corsa campestre disputata il primo dicembre sempre all'interno del parco di Villa Mazzucchelli.

### Ciclocross
Dal 2022 al parco extraurbano di Ciliverghe si svolge una gara di ciclocross con un percorso che si snoda all'interno dello stesso parco sino a lambire l'antico cimitero del Lazzaretto. La gara è organizzata sotto l'egida della FCI (Federazione Italiana Ciclismo) ed è denominata CX Verghe ovvero giocando sulla sua collocazione geografica.
Nel 2023 la gara ha assegnato le maglie di campioni provinciali di ciclocross e quelle regionali per gli atleti master 'i veci' di questo bellissimo sport.

### Calcio
La squadra di calcio locale, fondata nel 1979, è il Ciliverghe Calcio che gioca nello stadio 'Sterilgarda', intitolato a Bruno Bianchini e sito nel complesso Casa Cili nella frazione di Molinetto. Nella stagione 2025/2026 parteciperà al Campionato di Eccellenza Lombarda con Luciano de Paola in panchina.
Vanta 7 presenze in Serie D, raggiunta per la prima volta al termine della stagione 2013/2014 con l'allenatore Riccardo Maspero.
Il miglior piazzamento della compagine è stato il secondo posto ottenuto alla fine del campionato 2016/2017 sotto la guida dell'ex giocatore Emanuele Filippini con seguente vittoria dei play-off del girone B di Serie D prima contro la Pro Patria poi contro la Virtus Bergamo nella finale unica.
Il 29 gennaio 2022 il Ciliverghe vince la Coppa Italia Lombardia Dilettanti col risultato di 2 a 1 contro il Mapello allo stadio 'Tullio Saleri ' di Lumezzane qualificandosi così alle fasi nazionali di Coppa Italia Dilettanti dove arriva primo nel girone in cui viene raggruppato assieme ad Alba (Piemonte) e Fezzanese (Liguria). Successivamente ai quarti supera il Montecchio Maggiore (Veneto) ma viene eliminato alle semifinali dal Salsomaggiore (Emilia-Romagna).
Giocatori di rilievo che hanno indossato la maglia gialloblù della squadra sono: Andriani, Enoch Barwuah (fratello di Mario Balotelli), Bertazzoli, Andrea Cistana, De Angelis, Carlos Embalo, Andrea Franzoni, Francesco Galuppini, Mozzanica, Alessandro Semprini, Marco Valotti, Vignali e gli ex Albinoleffe Mauro Belotti, Mauro Minelli e Filippo Carobbio (ritiratosi dopo la partita di Coppa Italia contro il Lecce prima della stagione 2017/2018 e allenatore del 'Cili' dal 2017 al 2020).
Il 3 luglio 2025 viene annunciato l'acquisto di Luigi Alberto Scaglia, ex Brescia.
Il capitano è Alessandro Triglia, detto il "Bomber della Versilia" ,cresciuto nel vivaio dello Spezia ma ormai bresciano d'adozione dopo diverse stagioni al Castegnato, Calvina e Breno.
Anche Sergio Volpi è uno degli ex allenatori noti che si sono seduti sulla panchina della squadra bresciana.